# جوديث كوك
جوديث كوك (بالإنجليزية: Judith Cook)‏ (9 يوليو 1933 - 12 مايو 2004)؛ روائية بريطانية.